# William Rowley
Sir William Rowley (1690 – 1. ledna 1768) byl britský admirál. U královského námořnictva sloužil od dětství a zúčastnil se bojů v Evropě i v koloniích. Za války o rakouské dědictví byl vrchním velitelem ve Středomoří (1744–1747), v roce 1747 dosáhl hodnosti admirála. Mimo aktivní službu byl dlouholetým poslancem Dolní sněmovny a zastával nižší úřady ve vládě. Byl povýšen do šlechtického stavu a v roce 1762 obdržel hodnost velkoadmirála. Vysokých hodností v námořnictvu dosáhli v několika generacích také jeho potomci.

## Životopis
Pocházel z anglické rodiny, která se v 17. století usadila v Irsku, byl druhorozeným synem Williama Rowleye (†1704). Do námořnictva vstoupil jako dobrovolník v roce 1704, za války o španělské dědictví bojoval ve Středomoří pod velením admirála Johna Norrise. Po válce dosáhl hodnosti kapitána (1716), u břehů severní Afriky bojoval proti pirátům, poté sloužil u břehů Irska a v letech 1728–1741 byl mimo aktivní službu. Znovu byl povolán na počátku války o rakouské dědictví a v roce 1743 byl povýšen na kontradmirála. Měl významnou účast v nerozhodné bitvě u Toulonu (1744) a po odvolání obou vrchních velitelů Mathewse a Lestocka dosáhl hodnosti viceadmirála (1744) a sám se stal vrchním velitelem ve Středomoří (1744–1747). Nadále se aktivně zúčastnil bojů proti Francii a Španělsku, v roce 1747 byl povýšen na admirála. V souvislosti s bitvou u Toulonu byl také členem válečného soudu nad kapitánem Richardem Norrisem, byl ale obviněn z předpojatosti kvůli svým přátelským vztahům k Richardovu otci Johnu Norrisovi, pod nímž dříve sloužil.
Od roku 1749 až do smrti zastával čestný post kontradmirála Velké Británie, v letech 1750–1761 byl také poslancem Dolní sněmovny za stranu whigů (v letech 1754–1761 spolu s Edwardem Hawkem zastupoval volební obvod přístav Portsmouth). V letech 1751–1756 byl též lordem admirality, znovu tento post zastával krátce v roce 1757. V roce 1762 dosáhl hodnosti velkoadmirála, mezitím byl v roce 1753 povýšen do šlechtického stavu jako rytíř Řádu lázně.
V roce 1729 se oženil s Arabellou Dawson, dcerou kapitána George Dawsona. Měli spolu pět dětí, čtyři syny a jednu dceru. Z jeho potomstva dosáhli vysokých hodnosti v námořnictvu syn Joshua Rowley (1734–1790) nebo vnukové Josias Rowley (1765–1842) a Charles Rowley (1770–1845). K jeho rodině patřil také vnuk velkoadmirál George Martin (1764–1847).